# Spring is here
『Spring is here』（スプリング・イズ・ヒアー）は、スフィアの2枚目のオリジナルアルバム。2011年3月16日にGloryHeavenから発売された。

## 概要
前作『A.T.M.O.S.P.H.E.R.E』から約1年3か月ぶりにリリースされたオリジナルアルバム。本作では従来までの初回盤と通常盤に加え、数量限定盤『Crystal Spring Box』を含めた3種仕様となる。
DVDのDISC1には表題曲「Spring is here」とPVとメイキングが、 DISC2には2009年9月12日にTOKYO MXにてO.A.された『うたたね』スフィア特集、2、3トラック目には2010年11月23日に日本武道館で行われたライブの模様（スフィアin 3D! 特別先行上映!! 〜Sphere's rings live tour 2010〜 FINALで上映された｢MOON SIGNAL｣｢クライマックスホイッスル｣の2曲）が、4トラック目には2010年12月26日に乃木坂スクエアで行われた.『スフィアと過ごす、"一日遅れの"プレミアムクリスマスパーティー』をダイジェスト形式で収録している。
発売の頃に放送されていたラジオ番組『sphere 4 spring』（NACK5）内に、アルバムに最強のキャッチフレーズを決めるコーナーが設けられていた。
前作同様、収録されたシングルのカップリング曲もすべて収録されている。

## 収録曲

### CD
1. Spring is here [5:11]
作詞・作曲：rino、編曲：虹音
2. Now loading...SKY!! [4:21]
作詞：畑亜貴、作曲・編曲：虹音
  - テレビアニメ『あそびにいくヨ!』オープニングテーマ
3. キミが太陽 [4:29]
作詞：こだまさおり、作曲・編曲：高田暁
4. REALOVE:REALIFE [3:42]
作詞：畑亜貴、作曲・編曲：黒須克彦
  - テレビアニメ『いちばんうしろの大魔王』オープニングテーマ
5. Congratulations!! [5:18]
作詞：こだまさおり、作曲・編曲：渡辺未来
6. 手のひらに夢 [3:38]
作詞：rino、作曲：瀬名、編曲：大野宏明
7. 風をあつめて [5:19]
作詞・作曲：rino、編曲：虹音
  - オンラインゲーム『ラグナロクオンライン』7thアニバーサリーソングス
8. かってな成長期 [4:58]
作詞：畑亜貴、作曲・編曲：黒須克彦
  - PS3・PSP用ゲームソフト『剣と魔法と学園モノ。3』オープニングテーマ
9. MOON SIGNAL [4:14]
作詞：畑亜貴、作曲・編曲：虹音
  - テレビアニメ『おとめ妖怪 ざくろ』オープニングテーマ
10. By MY PACE!! [4:48]
作詞：こだまさおり、作曲・編曲：安岡洋一郎
11. Brave my heart [3:44]
作詞：畑亜貴、作曲：村井大、編曲：虹音
  - オンラインゲーム『ラグナロクオンライン』7thアニバーサリーソングス
12. クライマックスホイッスル [3:58]
作詞：こだまさおり、作曲：三浦誠司、編曲：齋藤真也
  - パチスロ『シスタークエスト2 〜魔剣の騎士と白銀の巫女〜』オープニングテーマ
13. 夢奏レコード [5:44]
作詞：rino、作曲：村井大、編曲：虹音
  - パチスロ『シスタークエスト2 〜魔剣の騎士と白銀の巫女〜』エンディングテーマ
14. 虹を駆ける旋律 [1:36]
作詞・作曲・編曲：rino

### DVD
DISC-1
1. Spring is here Music Clip
2. Making

DISC-2
1. 『うたたね』スフィア特集
2. MOON SIGNAL in 武道館
3. クライマックスホイッスル in 武道館
4. 『スフィアと過ごす、"一日遅れの"プレミアムクリスマスパーティー』ダイジェスト